# Washington County (Colorado)
Washington County is een county in de Amerikaanse staat Colorado.
De county heeft een landoppervlakte van 6.529 km² en telt 4.926 inwoners (volkstelling 2000). De hoofdplaats is Akron.